# Municipalité de Santiago Papasquiaro
 Santiago Papasquiaro est une des 39 municipalities de l'état de Durango au nord-ouest du Mexique. Son chef-lieu est la ville de Santiago Papasquiaro. Sa superficie est de 7 238,4 km2.
En 2010, la population totale est de 44 966 habitants, contre 41 539 habitants en 2005.
En 2010, la ville de Santiago Papasquiaro a une population de 26 121 habitants. La mucipalité a  416 localités, les plus importantes sont (avec la population de 2010 entre parenthèses) : Ciénega de Nuestra Señora de Guadalupe (1 720) et José María Morelos (Chinacates) (1 331)  classifiées rurales.